# Bitelli
Bitelli S.p.A. était une société d'ingénierie implantée à Minerbio, dans la province de Bologne, en Italie. C'était une des plus importantes et peut-être la plus connue internationalement des entreprises italiennes d'engins de construction d'infrastructures routières (fraiseuses-raboteuses, finisseurs, rouleaux compacteurs, etc.). Beppino Bitelli a produit son premier rouleau compresseur trois roues lisses en 1933, alors que la société Bitelli S.p.A. n'a été créée qu'en 1957. Les rouleaux tandem viennent rapidement compléter la gamme produits et en 1969 le premier rouleau monocylindre est fabriqué. En 1978, Bitelli construit son premier finisseur et, au début des années 1980, des stabilisateurs de sol et recycleurs d'enrobés. Bitelli dispose alors de tous les matériels nécessaires aux entreprises pour la construction et la maintenance des routes et autoroutes.

## Transformation en S.A.
En 1980, la société Bitelli qui était une entreprise familiale est devenue une société anonyme par actions (Bitelli S.p.A.) et les cinq frères et sœurs ont pris le contrôle de l'entreprise : Gino Bitelli, Romolo Bitelli, Alessandro Bitelli, Luisa Bitelli et Maria Giovanna Bitelli. En 1995, la société Bitelli S.p.A. est structurée en quatre divisions selon les grandes catégories de produits, est active sur les cinq continents et présente dans 45 pays :
- Machines pour enrobés à chaud : 41,8 % ;
- Fraiseuses - raboteuses à froid : 20,7 % ;
- Rouleaux monocylindres : 20,9 % ;
- Rouleaux tandem : 16,6 %.

## Intégration dans le groupe Caterpillar
Le 2 mai 2000, la société Bitelli S.p.A. est intégrée dans le groupe américain Caterpillar qui ne disposait pas de matériels dans ce secteur d'activité. En août 2005, le nom Bitelli disparait des engins de chantier mais tous les modèles ont été poursuivis dans la gamme Caterpillar comme la raboteuse à froid 200LE. La gamme a poursuivi son évolution sous la marque Caterpillar qui a conservé l'usine et le bureau d'études Bitelli près de Bologne où sont fabriqués tous les modèles actuels.

## Modèles

### Finisseurs
- BB30 / BB50 / BB52
- BB632 / BB642
- BB660
- BB670
- BB621C / BB651C / BB671C / BB681C / BB781

### Profileurs
- SF100 / SF140
- 200L / 200LE / 200R
- 202

### Stabilisateurs
- ST200

### Rouleaux
Tambour simple
- C80 / C100 / C120 / C170 / C180

Rouleaux à trois points
- TS8 / TS10 / TS12 / TS14

## Galerie

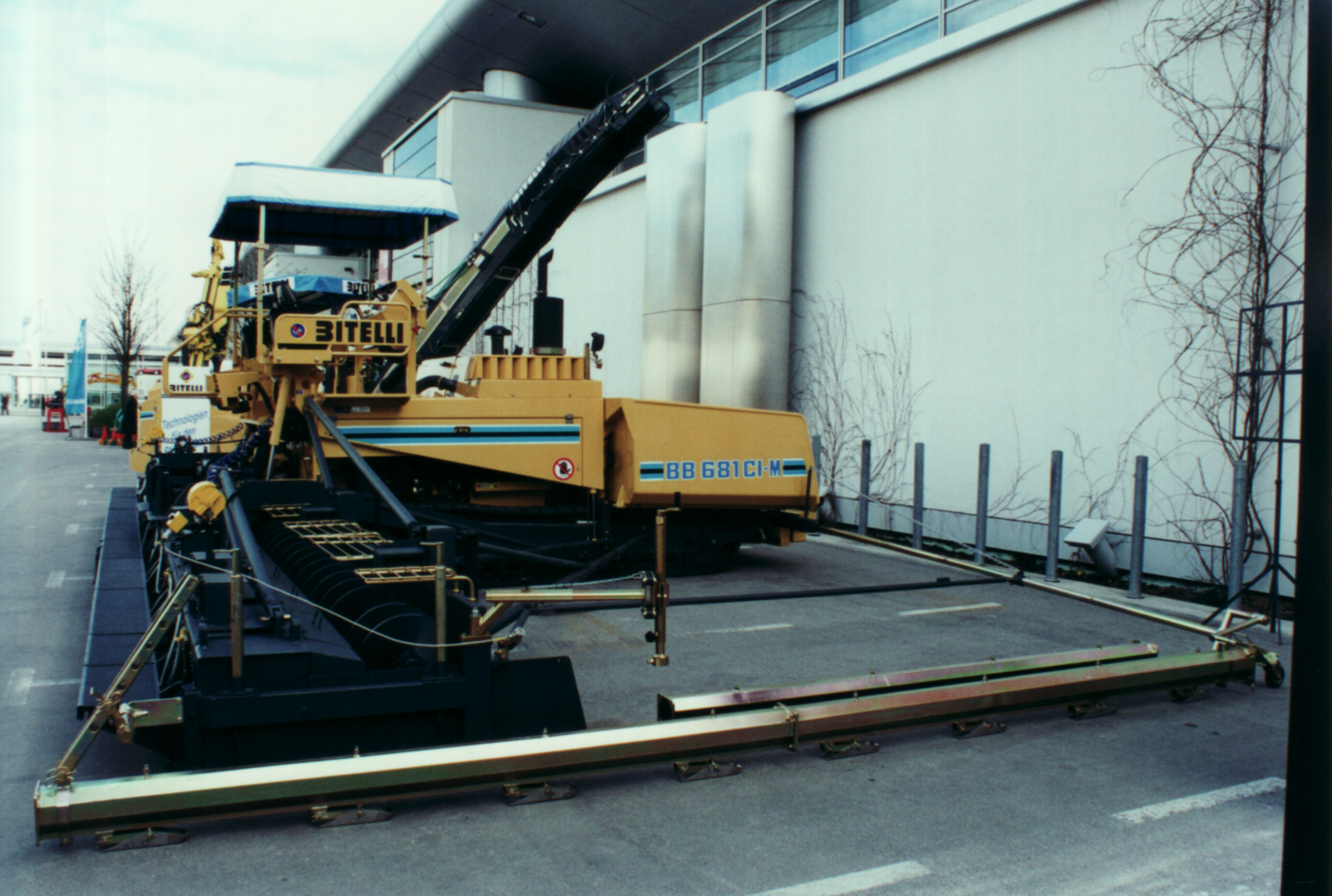
Finisseur Bitelli BB681D.
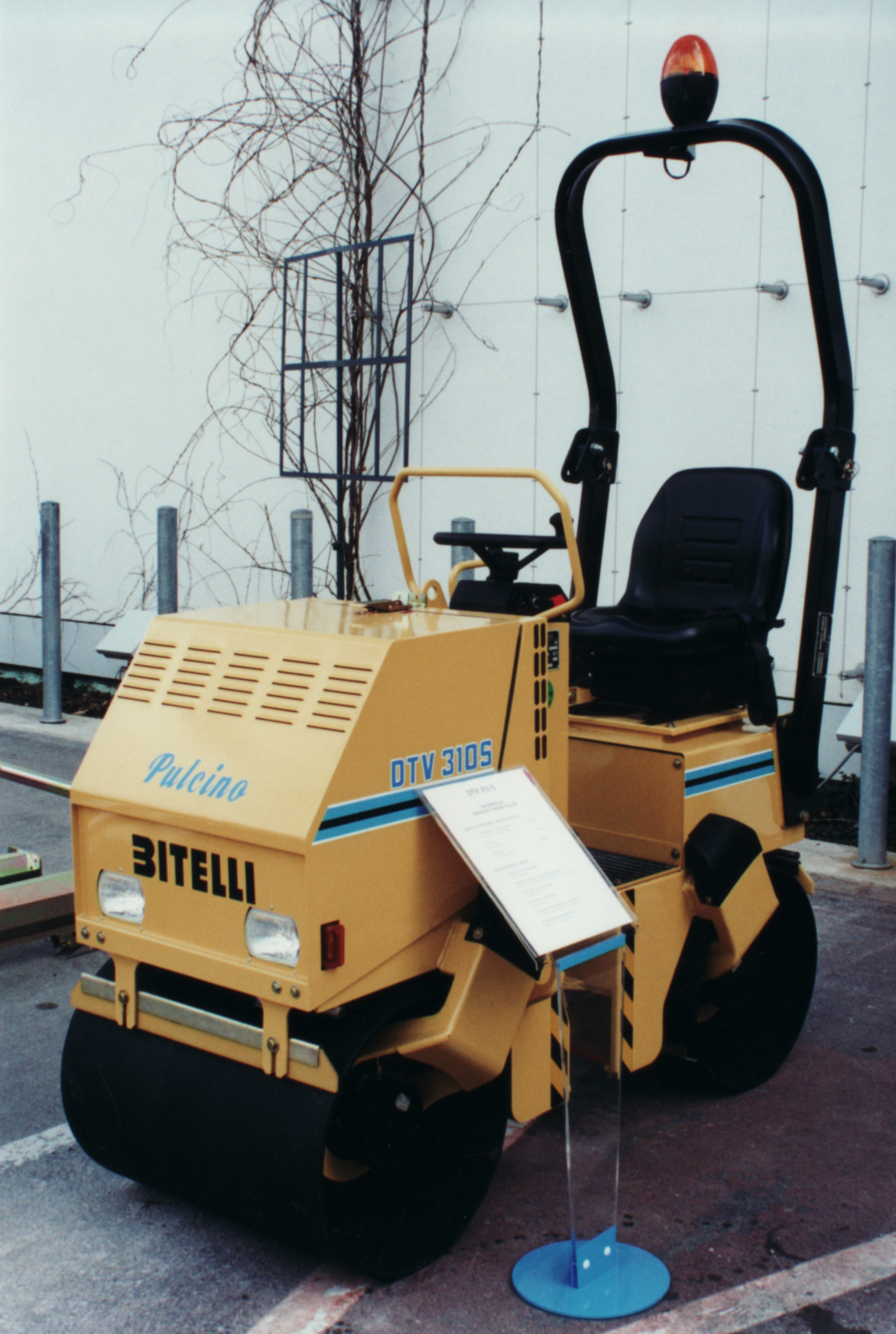
Rouleau compresseur Bitelli.
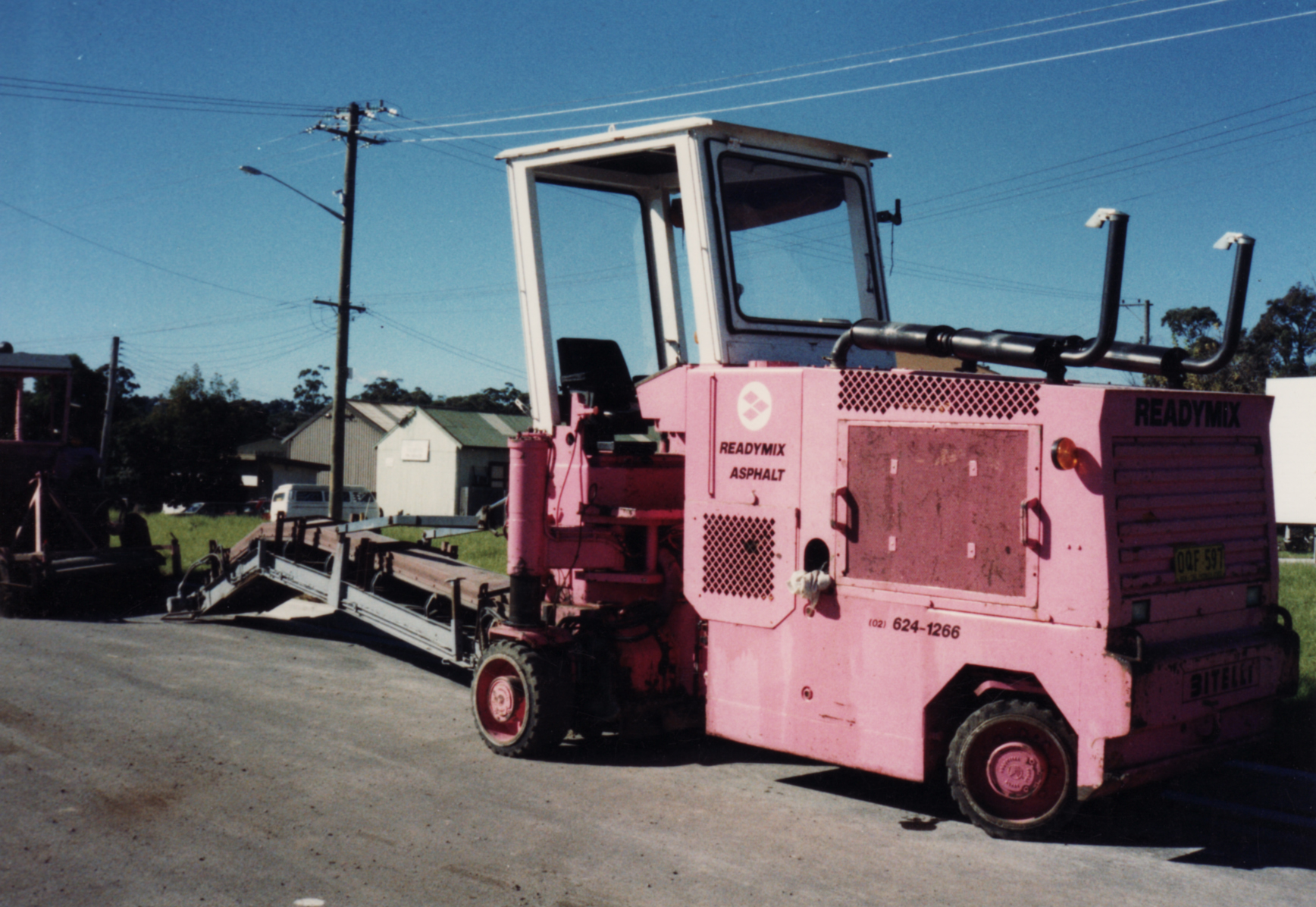
Raboteuse profileur routier Bitelli.
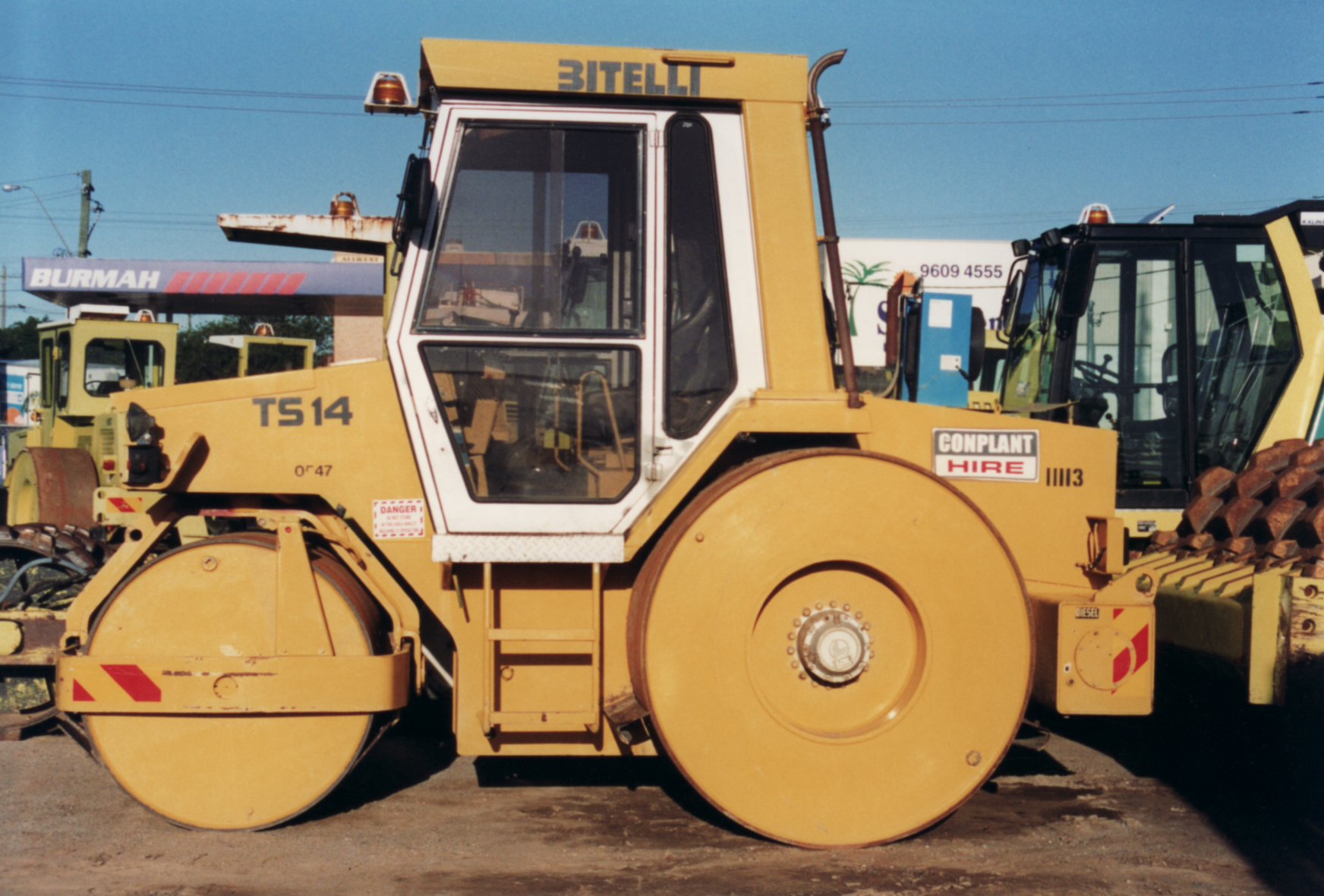
Rouleau compresseur Bitelli trois points lisses.